# Händelsehorisont (skulptur)

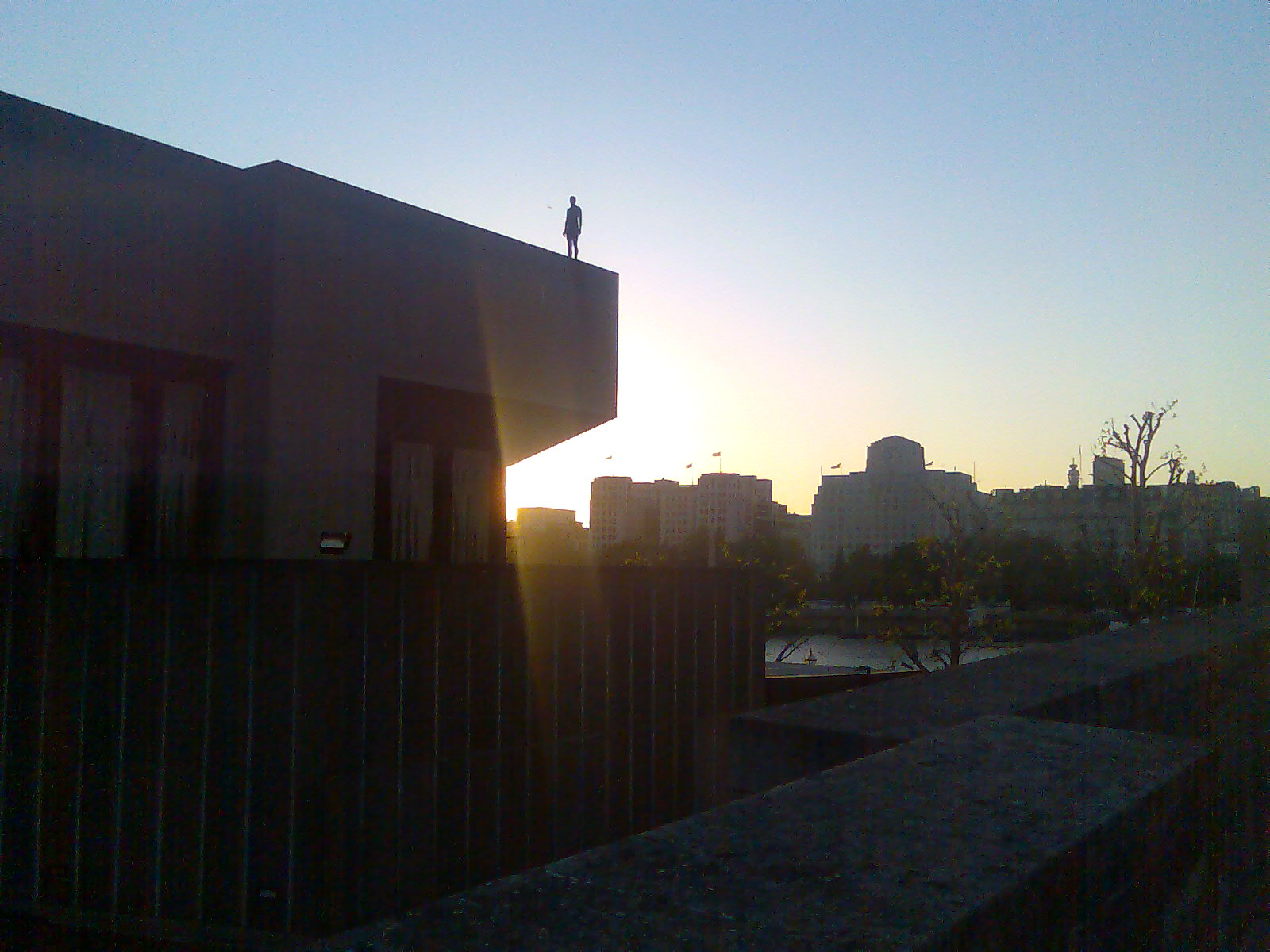
En av 27 glasfiberstatyer placerade på byggnader nära Themsen i London.

Händelsehorisont (Event Horizon) är en storskalig installation av den brittiske konstnären Antony Gormley.

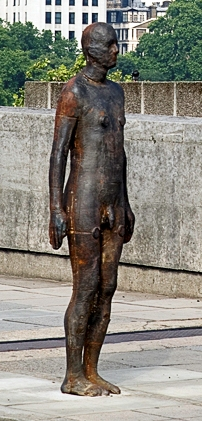
Gjutjärnsfigur efter Gormleys egen kropp.

Projektet genomfördes första gången i London år 2007. Det består av 31 naturtroget proportionerliga manskroppar, 27 i glasfiber och fyra i gjutjärn, alla formade efter konstnärens egen kropp. De placerades på byggnader längs South Bank, Themsens södra strand i London; 
till exempel Shell Building och Waterloo Bridge. Som en del av Gormleys retrospektiva utställning Blind Light (2007) på Hayward Gallery sågs installationen bäst från galleriets terrasser. En av figurerna visades under förtexterna till den första delen av Ashes to Ashes. Statyerna misstogs emellanåt för att vara självmordsförsök. Installationen togs bort i augusti och september 2007. Gormley hade tidigare utfört ett liknande projekt, Another Place, i Crosby Beach.

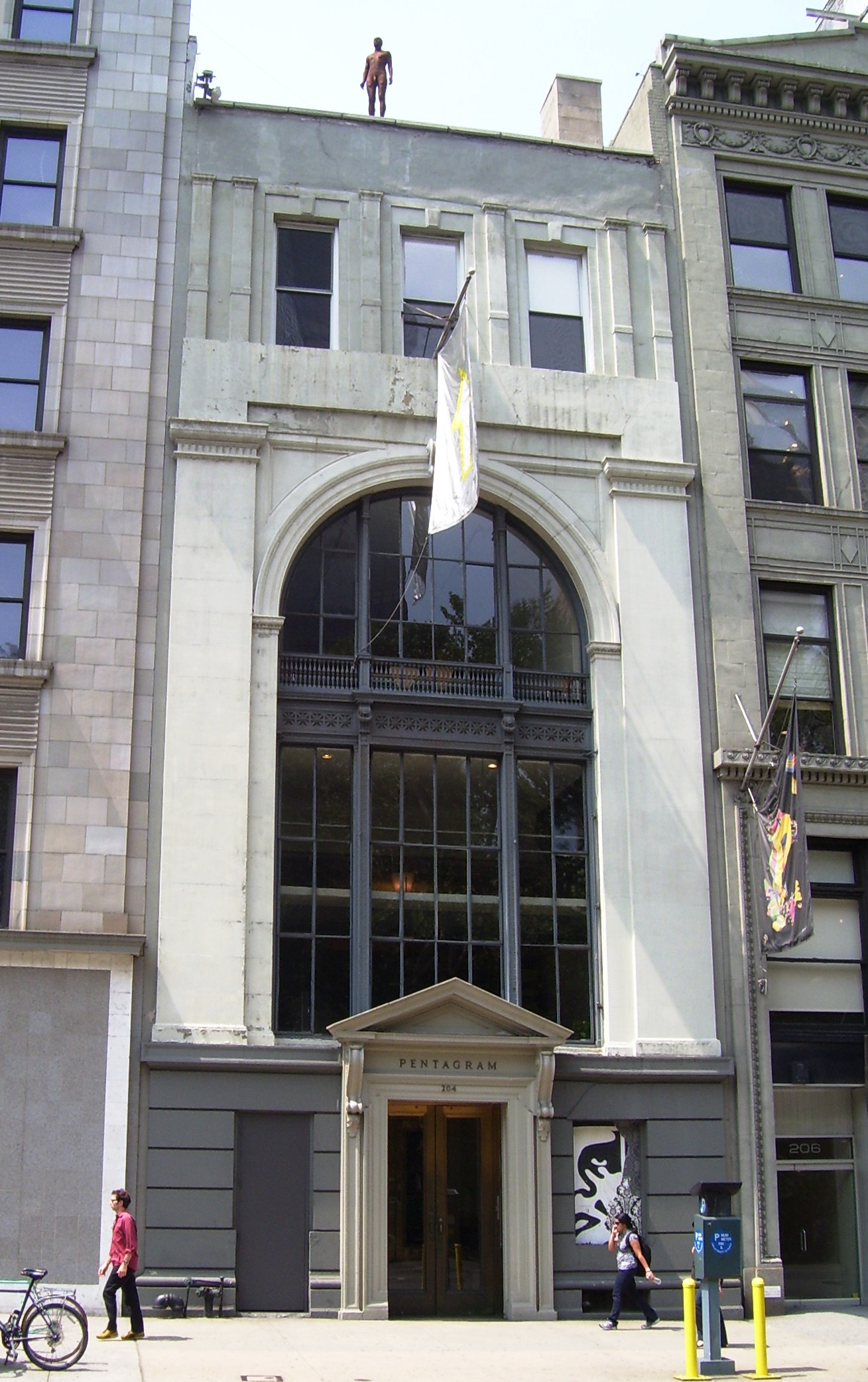
En skulptur över Madison Square, Manhattan.

2010 installerades Händelsehorisontens skulpturer i New York på platser runt Madison Square, från Union Square till Empire State Building. Precis som i London placerades de 27 glasfiberfigurerna på avsatser och tak, medan de fyra gjutjärnsfigurerna stod på marken i Madison Square Park.  Installationen sponsrades av Madison Square Park Conservancy.  Och precis som i London misstogs figurerna för att vara självmordsförsök.
Gormley yttrade om installationen i London att "det var mäktigt att se en person eller grupper av människor som pekade mot horisonten. Själva överförandet av skulpturens stillhet till en åskådares stillhet är spännande för mig: reflexivitet som delas." Om evenemanget i New York yttrade han. "I Manhattans topografiskt förtätade miljö ökar spänningen mellan det påtagliga, det förnimbara och det tänkbara, på grund av tyngden och storleken hos byggnader" och att projektet i det avseendet borde "aktivera horisonten och göra folk mer uppmärksamma. Under själva processen att se och få syn på, eller se och söka, omvärderar man kanske sin egen utgångspunkt i världen och blir medveten om sitt vaneseende." Kritikern Howard Halle ansåg. att "genom att utnyttja avstånd och avsiktliga storleksordningar hos stadens egen konstruktion, skapar [händelsehorisont] en metafor för stadsliv och alla motsägelsefulla associationer - alienation, ambition, anonymitet, berömmelse - som det medför."